# جرمی ترنر
جرمی ترنر (به انگلیسی: Jeremy Turner زاده ۱۸ ژوئن ۱۹۷۵) یک آهنگساز آمریکایی و چند ساز است که در کالیفرنیا ساکن است.